# Platypalpus smithi
Platypalpus smithi är en tvåvingeart som beskrevs av Nikolai Vasilevich Kovalev och Tokarczyk 1988. Platypalpus smithi ingår i släktet Platypalpus och familjen puckeldansflugor.
Artens utbredningsområde är Himachal Pradesh. Inga underarter finns listade i Catalogue of Life.